# Épervier de Hartlaub
Accipiter erythropus
Espèce
Statut de conservation UICN

 LC  : Préoccupation mineure
Statut CITES
L'Épervier de Hartlaub (Accipiter erythropus) est une espèce d'oiseaux de la famille des Accipitridae.

## Répartition
Cette espèce vit dans une grande partie de l'Afrique à l'exception de la partie septentrionale du continent.

## Sous-espèces
D'après la classification de référence (version 14.1, 2024) de l'Union internationale des ornithologues, l'Épervier de Hartlaub possède 5 sous-espèces (ordre philogénique) :
- Accipiter erythropus erythropus (Hartlaub, 1855) ;
- Accipiter erythropus zenkeri Reichenow, 1894.